# Massarina brunaudii
Massarina brunaudii är en svampart som beskrevs av S.K. Bose 1961. Massarina brunaudii ingår i släktet Massarina och familjen Massarinaceae.   Inga underarter finns listade i Catalogue of Life.